# Fotbal Club U Craiova 1948
Il Fotbal Club U Craiova 1948, meglio nota come U Craiova, è una società calcistica rumena con sede nella città di Craiova. Milita in Liga III, la terza divisione del campionato rumeno di calcio.
Fondato nel 1948 come sezione sportiva del club sportivo CSU Craiova, In patria vanta la vittoria di 4 campionati, 6 coppe nazionali, mentre nelle competizioni europee i miglior piazzamenti sono stati la semifinale di Coppa UEFA nel 1982-1983, quando la squadra fu estromessa dal Benfica per la regola dei gol fuori casa (0-0 a Lisbona e 1-1 a Craiova), e i quarti di finale della Coppa dei Campioni nel 1981-1982, quando fu eliminata dal Bayern Monaco.
Nella sua storia la squadra ha fornito numerosi giocatori alla nazionale rumena. Nella stagione 1982-1983, nella partita contro l'Italia valevole per le qualificazioni al campionato d'Europa 1984, l'Universitatea ebbe ben 14 giocatori convocati su un totale di 23. La partita si concluse con una vittoria storica (l'unica per la Romania contro una squadra campione del mondo in carica), a causa della quale l'Italia non si qualificò per l'europeo del 1984, cui ebbero invece accesso i rumeni. Quattro giorni dopo quello storico incontro fu disputato il ritorno della semifinale contro il Benfica, che si concluse con un pareggio 1-1 che determinò l'eliminazione del Craiova dalla Coppa UEFA.
I suoi giocatori più importanti sono stati Ilie Balaci, da molti considerato il più talentuoso calciatore rumeno di sempre, e Ion Oblemenco, uno dei migliori attaccanti rumeni di ogni epoca, quattro volte capocannoniere della massima serie calcistica rumena e autore di un gol nel primo turno della Coppa UEFA 1973-1974 nella gara di ritorno contro la Fiorentina, marcatura che costò ai viola l'eliminazione dal torneo (all'andata a Firenze era finita 0-0).
Nel 1991, dopo che il club sportivo CS Universitatea Craiova sciolse la sua sezione calcistica, il Fotbal Club Universitatea Craiova prese il suo posto nella massima serie e continuò la tradizione del club originario per i successivi due decenni, ma fu riorganizzato più volte e considerato retroattivamente come un successore non ufficiale. L'unico alloro del Fotbal Club Universitatea Craiova è la Coppa di Romania 1992-1993, anche se il club rivendica i 4 titoli nazionali e le 5 coppe nazionali vinti tra il 1948 e il 1991.
Il FC U Craiova fu espulso dalla federazione calcistica rumena il 14 maggio 2012, in seguito alla sospensione del 20 luglio 2011, e conseguentemente estromesso da ogni competizione. La magistratura rumena confermò la liceità della disaffiliazione del 2012. Il club fu dichiarato fallito nel settembre 2014 dal tribunale sportivo rumeno. Da lì nasce il CSU Craiova. Il club è stato ricostituito nel 2017 e ha iniziato a giocare nella quarta serie rumena.
Nel 2017-2018 vince la IV serie e dal 2018-2019 milita in Liga III. Nella stagione 2020-2021 vince la Liga II tornando così nell'élite del calcio rumeno.

## Storia

### Esordi (1948-1974)

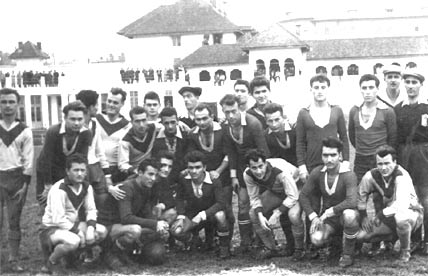
UNSR Craiova nel 1948

La storia del club iniziò nel 1921, quando furono fondati a Craiova due club, il Craiovan Craiova e il Rovine Grivita Craiova. Nel 1941 i due club si fusero dando origine al FC Craiova, che nel 1942-1943 vinse il campionato rumeno per la prima volta, anche se il titolo non è riconosciuto dalla federcalcio rumena. Nel 1948, su iniziativa di un gruppo di docenti e studenti dell'Università di Craiova, nacque l'FC Universitatea Craiova, che divenne uno dei club più prestigiosi del calcio rumeno. Il primo successo nel campionato rumeno arriva nella stagione 1973/74, dopo un'intera stagione al comando della classifica.
All'ultima giornata, 19 giugno, i bianco-celesti hanno 44 punti e sono impegnati sul campo del Petrolul Ploiesti già retrocesso mentre i secondi in classifica, la Dinamo Bucarest, ha 42 punti e gioca in casa con l'Arges Pitesti.
I biancorossi devono vincere con sette gol di scarto e sperare nella contemporanea sconfitta dell'Universitatea e l'impresa riesce per metà: la Dinamo vince effettivamente 7-0 ma la U coglie il pareggio per 0-0 e si laurea campione alla sua decima partecipazione alla "serie A" rumena.
Giocarono quella partita Oprea, Negrilă, Bădin, Boc, Berneanu, Strîmbeanu, Deselnicu, Ivan, Niţă (Bălan dal 56'), Oblemenco (Balaci dall'85'), Taralunga. Completavano la rosa della prima squadra: Manta, Kiss, Pana, Stanescu, Niculescu, Velea, Marcu, Chivu, allenatori Costantin Cernaianu e Costantin Otet.

### Gli anni d'oro (1974-1991)

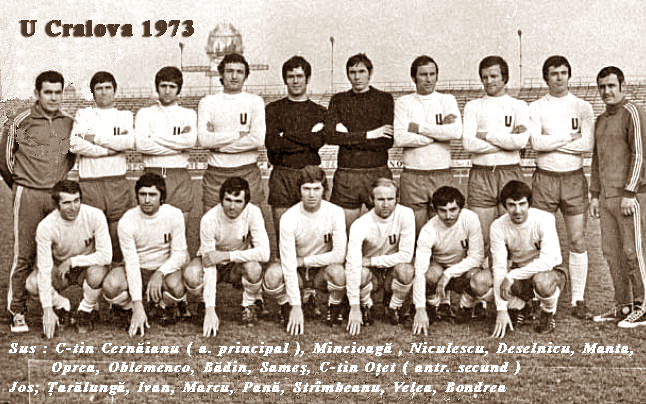
Il Craiova campione d'Romania nella stagione 1973-1974

In Coppa dei Campioni 1974/75 il cammino del Craiova si ferma al primo turno davanti agli svedesi dell'Atvidabergs.

Nella Coppa dei Campioni 1981-1982 fu eliminata ai quarti di finale dal Bayern Monaco. Nella Coppa UEFA 1982-1983, guidata da Constantin Oţet e Nicolae Ivan, eliminò la Fiorentina, Bordeaux e il Kaiserslautern, raggiungendo la prima semifinale della storia in una coppa europea per una squadra rumena. Fu estromessa dal Benfica per la regola dei gol fuori casa (0-0 a Lisbona e 1-1 a Craiova). Facevano parte di quella squadra Ilie Balaci, Rodion Cămătaru, Costică Ștefănescu, Zoltan Crişan, Ion Geolgău, Aurică Beldeanu, Costică Donose, Silviu Lung.

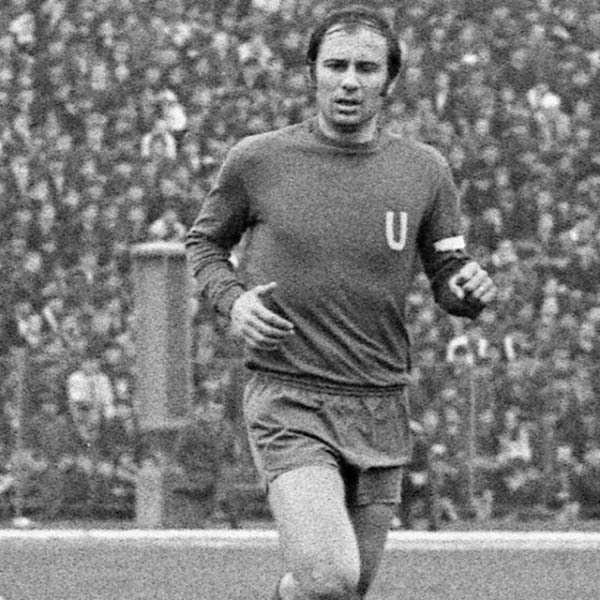
Ion Oblemenco una grande leggenda di Craiova, lo stadio porta il suo nome

Nel 1982-1983 vinse anche la Coppa di Romania, ma non poté partecipare alla Coppa delle Coppe 1983-1984 perché la finale della coppa nazionale fu programmata dalla federcalcio rumena dopo la data di chiusura delle iscrizioni alla coppa europea.
Nel 1990-1991 l'Universitatea Craiova vinse campionato e coppa rumena sotto la guida di Sorin Cârţu. Fu quello l'ultimo acuto della squadra, che negli anni successivi vivacchiò in posizioni di media classifica, sino alla retrocessione in Liga II, la prima nella sua storia, del 2004-2005. Tornò immediatamente in prima divisione.

### Alti e bassi (1991-2013)
Il 20 luglio 2011 fu esclusa temporaneamente dal campionato dalla federcalcio rumena perché il suo proprietario si era rifiutato di ritirare una denuncia presentata agli organi giudiziari, in contrapposizione con le regole federali, contro l'ex allenatore Victor Pițurcă, oltre che per problemi fiscali e di insolvenza verso i calciatori. L'esclusione, che comportò anche quella dalle coppe europee, divenne effettiva con una sentenza del 14 maggio 2012.
Il 22 giugno 2012 la Corte di Appello dichiarò illegittima l'esclusione del club. Il club fu invitato ad iscriversi alla seconda divisione per la stagione 2012-2013, ma il suo proprietario si rifiutò.

### Ricostruzione (dal 2013)

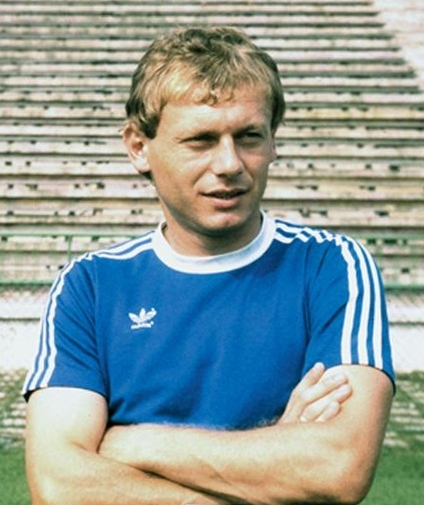
Ilie Balaci, membro di entrambe le squadre d'oro dell'Universitatea,

Nel frattempo, nell'estate del 2013, sia l'FC Universitatea che il CS Universitatea rientrarono ufficialmente nella competizione della Liga II, Serie II. La prima partita di questa squadra fu la vittoria contro l' Argeş Piteşti nel quarto turno della Coppa di Romania, qualificandosi al quinto turno della competizione. L'FC Universitatea e il CS Universitatea gareggiarono nella stessa lega e si incontrarono in due partite quell'anno, entrambe terminate 0-0. Con un finanziamento più stabile e sostenibile, il CSU fu promosso in Liga I quell'anno, mentre l'FC Universitatea si ritirò dalla competizione. La società che gestiva la squadra fallì, quindi l'FC Universitatea non apparve più in nessuna competizione. 
Nel 2017, Adrian Mititelu ha creato una nuova società e alla sua squadra è stato permesso di partecipare al massimo livello regionale della contea di Dolj. La squadra era composta da molti giovani prospetti e giocatori esperti che avevano giocato per la squadra in passato come Ovidiu Dănănae e Mihai Dina e Nicolò Napoli al suo quinto periodo da allenatore. Nel 2021, ha ottenuto la promozione in Liga 1 dopo un pareggio contro l'FK Miercurea Ciuc, e in seguito si è assicurato il titolo dopo una vittoria sul Rapid Bucarest.
Per il primo anno in Liga I, dopo 10 anni di assenza, l'U Craiova cambiò molto nella squadra; con molti giocatori non più necessari, molti stranieri furono portati al club, in particolare Juan Bauza, Samuel Asamoah e Dominik Kovačić. Anche un ex nazionale della Romania, Adrian Mutu, fu portato come allenatore. Il Nicolò Napoli rivitalizzò l'intera squadra, ma essendo troppo lontano dai play-off al momento del suo periodo, il Craiova andò al turno di play-out della competizione e riuscì a raggiungere l'obiettivo di evitare la retrocessione finendo al 10° posto. La stagione 2023-24 ha segnato un periodo impegnativo per l'U Craiova 1948, caratterizzato dall'instabilità nella posizione manageriale. La campagna è iniziata con la nomina di Giovanni Costantino, che è stato sollevato dai suoi incarichi dopo un mandato di cinque mesi. La sua partenza ha portato al breve ritorno di Nicolò Napoli, che ha segnato il suo decimo mandato al timone, durato quattro partite prima di essere sostituito da Eugen Trică. Nonostante questi cambiamenti, la squadra non è riuscita a garantire la sua posizione in Liga 1, culminando con la retrocessione dopo un periodo di tre anni nella massima serie. Questa stagione è in netto contrasto con i precedenti successi del club dopo la sua promozione.

## Colori e simboli

### Colori
I colori della squadra Universitatea Craiova erano il bianco e l’azzurro. Tuttavia, nel corso del tempo, l’equipaggiamento indossato dai calciatori olteni ha incluso anche altri colori oltre a quelli tradizionali, come: arancione, nero o celeste.

### Simboli ufficiali

#### Stemma
La figura centrale di questo stemma è un leone — simbolo di forza, presente anche nello stemma della contea di Dolj — che guarda verso sinistra e tiene sotto una delle zampe posteriori un pallone. L’emblema del club è circondato dalla lettera “U” (iniziale di “Università”), ripetuta in modo concentrico per cinque volte, a rappresentare le cinque sezioni del club: calcio, atletica, pallavolo, tennis da tavolo e pallamano. Sulle spalle della lettera “U” è inscritto, con caratteri grandi, il nome del comune di Craiova.

#### Inno
L’inno della Craiova, squadra soprannominata “la campionessa di un grande amore”, un nome che riflette la popolarità della squadra, è uno dei più conosciuti inni in Romania. Fu composto da Adrian Păunescu, scomparso il 5 novembre 2010. Molti lo hanno criticato per le poesie in cui elogiava i leader comunisti, ma il mondo del calcio ha molti motivi per essergli grato. Scrisse due inni che rimarranno nella storia. Uno di questi è il celebre inno della Craiova, che viene cantato non solo negli stadi, ma anche ai matrimoni di questa zona della Romania.

## Strutture

### Stadio
Fotbal Club U Craiova ha disputato nel tempo le sue partite casalinghe su due stadi principali: il Tineretului e il Central (successivamente rinominato "Ion Oblemenco"). Dopo la morte della leggenda dell’U Craiova, Ion Oblemenco, nel 1996, lo stadio fu rinominato in suo onore. Nel 2008, l’arena ha subito una ristrutturazione importante. Fino al 1967, la squadra ha giocato allo Stadio Tineretului, situato nel centro della città. Su questo stadio, i tifosi dell’U Craiova hanno festeggiato le promozioni in Divizia B nel 1955 e 1958, nonché la prima promozione in Divizia A nel 1964.
A seguito di questa ultima impresa, fu progettata e costruita l’arena più grande della provincia dell’epoca. Lo stadio si chiamava Central e fu inaugurato il 29 ottobre 1967, in occasione di una partita tra le squadre giovanili della Romania e della Polonia (terminata 2-2). Dopo la scomparsa, nel 1996, del più grande calciatore della storia della Craiova, lo Stadio Central fu ribattezzato "Ion Oblemenco". Tra le squadre europee più importanti che hanno affrontato l’U Craiova su questo stadio si numărano: ACF Fiorentina, Crvena zvezda, Leeds United, Inter Milan, Bayern, Real Betis, Olympiakos, AS Monaco, Galatasaray SK e Borussia Dortmund. La partita più importante disputata allo Stadio Ion Oblemenco resta la semifinale di Coppa UEFA del 1983: U Craiova -  Lisboa Benfica (1-1).
A causa del deterioramento iniziato nel 2011, lo stadio è stato inserito nel piano di sviluppo per la costruzione di un nuovo impianto, che sarebbe sorto sullo stesso sito della vecchia arena. La costruzione del nuovo stadio è iniziata nel 2015 e si è conclusa nel novembre del 2017.La nuova arena è utilizzata principalmente per le partite di calcio, ospitando le gare casalinghe dell’U Craiova. Lo stadio ha una capacità di 30.983 posti, risultando il quarto stadio di calcio più grande della Romania. Si trova nelle immediate vicinanze della nuova Sala Polivalente.

## Palmarès

### Competizioni nazionali
- Campionato rumeno: 4

1973-1974, 1979-1980, 1980-1981, 1990-1991
- Coppa di Romania: 6

1976-1977, 1977-1978, 1980-1981, 1982-1983, 1990-1991, 1992-93
- Liga II: 2

1963-1964, 2020-2021
- Liga III: 2

1957-1958, 2019-2020 (girone 4)

### Altri piazzamenti
- Campionato rumeno:

Secondo posto: 1972-1973, 1981-1982, 1982-1983, 1993-1994, 1994-1995
Terzo posto:1992-1993
- Coppa di Romania:

Finalista: 1974-1975, 1984-1985, 1993-1994, 1997-1998, 1999-2000
Semifinalista: 1975-1976, 1979-1980, 1989-1990, 1991-1992,1993-1994, 1994-1995, 1996-1997, 2004-2005
- Liga II: 2

Secondo posto: 1960–1961
- Coppa dei Campioni: Quarti di finale

1981-1982
- Coppa UEFA:

Semifinalista: 1982-1983

## Statistiche

### Partecipazioni alle coppe europee
- Coppa dei Campioni/UEFA Champions League: 4
- Coppa UEFA/UEFA Europa League: 13
- Coppa delle Coppe: 4
- Coppa Intertoto UEFA: 2
- UEFA Europa Conference League: 3

## Tifoseria
Secondo i sondaggi realizzati e pubblicati da diverse società specializzate in sondaggi e studi di mercato, INSCOP, nel 2024 la squadra sarà uno dei club più seguiti in Romania, con un gran numero di tifosi nella zona dell'Oltenia così come in tutto il paese. Un dato in netto aumento rispetto ai dati degli anni precedenti. Sempre nel 2024, l'istituto di ricerca INSCOP, che ha condotto un sondaggio tra i tifosi di calcio in Romania per conto dell'agenzia News.ro, ha classificato anche Craiova come l'undicesimo club più seguito, stimando i tifosi azzurri allo 0,4% del totale.

### Storia
È bene sapere che gli abitanti di Olten hanno una galleria già dagli anni '70, quando era attiva anche nel prato dove ora si trova Peluza Sud 97 Craiova, allora sotto il nome di Ajax. Questo gruppo viaggiava con la squadra anche fuori dal paese, ma ovviamente il fenomeno ultras non era sviluppato in Romania in quel periodo. La loro storia continua e all'inizio degli anni '80 furono i primi in Romania a introdurre i petardi negli stadi di calcio, come strumenti per lo spettacolo sportivo.
Ancora più rilevante è il fatto che dopo il 1990 si creò un forte segmento di giovani sostenitori dell'Università che avrebbe poi preso il nome di Craiova Ultra. Hanno accompagnato la loro squadra quasi ovunque in Romania, all'inizio in numero molto maggiore rispetto ai tifosi di Bucarest. Dal 1997, il nome sopra è cambiato nel nome che esiste ancora oggi, Peluza Sud '97 Craiova. Peluza Sud Craiova '97 ha rappresentato il principale prato di tipo ultra in Oltenia. Ha supportato U Craiova fino alla disaffiliazione della squadra nel 2011, quando sul prato erano presenti i gruppi Freak Boys '99, Sezione Ultra '00, Ultras '04, Praetoria '05, South Guard '07, Hardcore Crew '10.
Ma nel 2013 si è verificata una forte divisione tra i tifosi a causa dell'incertezza sulla vera identità dei due club che rivendicano il primato dell'Università. Sezione Ultra hanno scelto di sostenere il CS U Craiova, mentre Praetoria e Ultras Craiova e South Guard hanno scelto il FC U Craiova. 

### Gemellaggi e rivalità

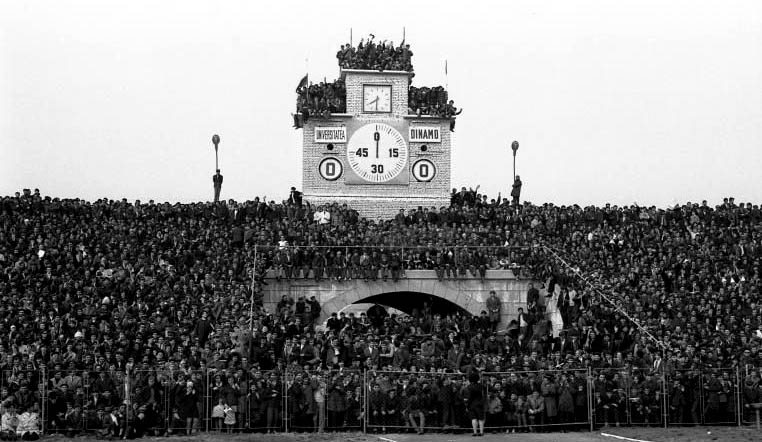
Tifosi in una partita tra U Craiova e Dinamo București nel 1973.

La Craiova è la tradizionale rivale della Dinamo Bucarest. Debuttato per la prima volta nella stagione 1972-73, dopo aver terminato con un numero pari di punti nel campionato nazionale, la Dinamo si è accordata con un titolo di governo superiore che ha dato il via a una delle due masse di supporto. Questa rivalità è la principale dei tifosi dell'Olten, diventando nei decenni successivi una delle partite più forti in Romania, il club dell'Olean ha sviluppato anche un'enorme rivalità con gli altri club di Bucarest come Steaua, Rapid, definendosi la squadra anti-Bucarest. Negli ultimi anni sono stati tanti gli scandali contro il Rapid, con scontri tra ultras e tifosi dei due club 
L'FC U Craiova ha iniziato ad avere un nuovo derby contro la CSU Craiova a causa della lotta per le identità. Peluza Sud riesce a catturare diverse bandiere dei vigili ultras della CSU Craiova
L'U Craiova è gemellata con il Napoli, squadra della Serie A italiana.
Il gemellaggio è nato grazie all'eliminazione della Steaua Bucarest dalla UEFA Europa League proprio a causa del Napoli (3-3 a Bucarest, 1-0 a Napoli).
L'Universitatea Craiova, rivale storico dello Steaua, ha manifestato la propria felicità nella sconfitta dei rivali con striscioni e cori che inneggiavano il Napoli. Esiste un'amicizia tra il gruppo Praetoria e Fervent, un gruppo ultra della Marine Peluza che sostiene il Farul Constanta.

## Organico

### Rosa 2024-2025
Aggiornata al 27 ottobre 2024.
| N. |                                 | Ruolo | Calciatore        |
| -- | ------------------------------- | ----- | ----------------- |
| 1  | Romania (bandiera)              | P     | Sorin Mogoșanu    |
| 2  | Romania (bandiera)              | D     | Radu Negru        |
| 3  | Lituania (bandiera)             | D     | Rokas Lekiatas    |
| 4  | Romania (bandiera)              | C     | Vlad Achim        |
| 5  | Bosnia ed Erzegovina (bandiera) | D     | Amar Kvakić       |
| 6  | Algeria (bandiera)              | C     | Idris Bounaas     |
| 7  | Romania (bandiera)              | C     | Andrei Dragu      |
| 9  | Romania (bandiera)              | A     | Claudiu Bălan     |
| 11 | Nigeria (bandiera)              | A     | Jibril Ibrahim    |
| 15 | Romania (bandiera)              | C     | Alexandru Blidar  |
| 17 | Romania (bandiera)              | A     | Alexandru Raicea  |
| 18 | Romania (bandiera)              | C     | Cătălin Albu      |
| 19 | Romania (bandiera)              | A     | Matei Moraru      |
| 20 | Ghana (bandiera)                | C     | Moses Abbey       |
| 21 | Romania (bandiera)              | P     | Codruț Sandu      |
| 22 | Romania (bandiera)              | C     | Darius Ghindovean |

| N. |                        | Ruolo | Calciatore       |
| -- | ---------------------- | ----- | ---------------- |
| 23 | Romania (bandiera)     | C     | Vlad Pop         |
| 26 | Francia (bandiera)     | D     | Nestorly Lumbu   |
| 27 | Romania (bandiera)     | C     | Mario Ilie       |
| 29 | Romania (bandiera)     | C     | Lucian Duță      |
| 44 | Romania (bandiera)     | D     | Răzvan Bălașa    |
| 50 | Romania (bandiera)     | P     | Ionuț Gurău      |
| 51 | Belgio (bandiera)      | A     | Sekou Sidibe     |
| 55 | Francia (bandiera)     | D     | Aboubacar Camara |
| 72 | Romania (bandiera)     | D     | Andrea Padula    |
| 77 | Romania (bandiera)     | D     | Tudor Oltean     |
| 88 | Romania (bandiera)     | A     | Traian Ciubotaru |
| 90 | Romania (bandiera)     | A     | Mihai Răduț      |
| 91 | Paesi Bassi (bandiera) | A     | Stijn Meijer     |
|    | Senegal (bandiera)     | D     | Modou Diagne     |
|    | Marocco (bandiera)     | D     | Amine Ghazoini   |
|    | Svezia (bandiera)      | A     | Marokhy Ndione   |

## Rosa delle stagioni precedenti
- 2009-2010